# Krzyworoskie Zagłębie Rud Żelaza

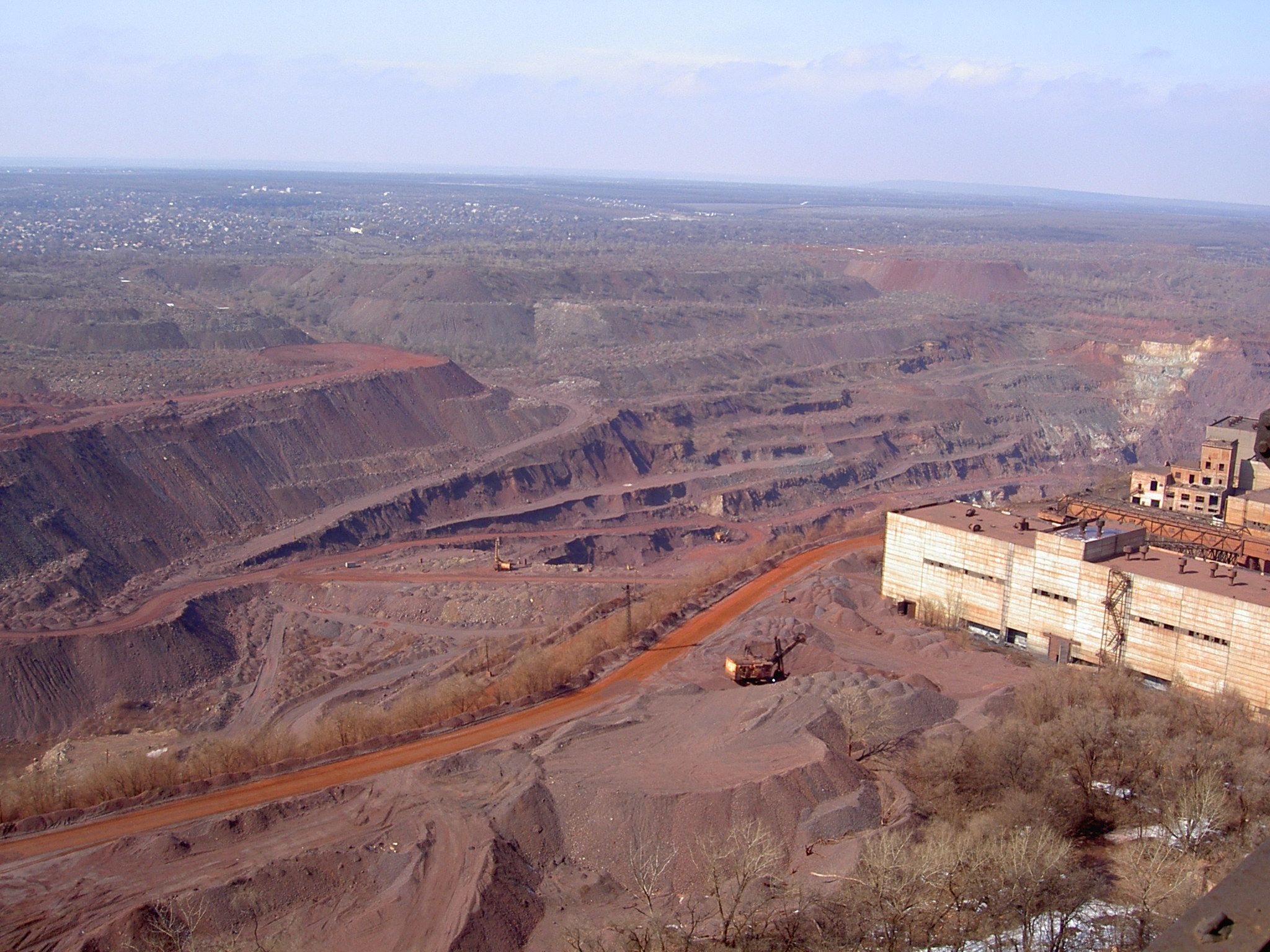
Fragment kamieniołomu rud żelaza w Zagłębiu Krzyworoskim

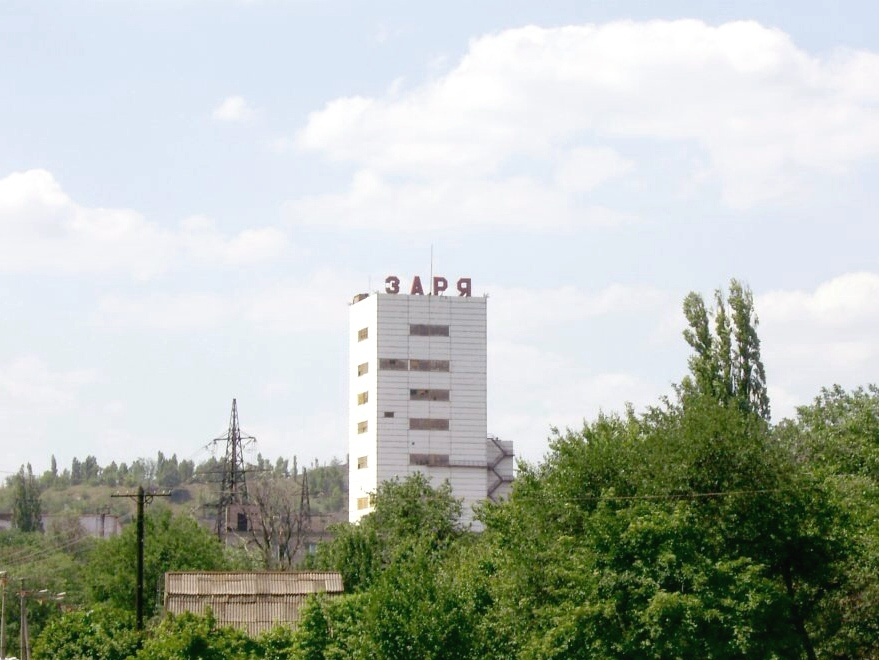
Szyb kopalni głębinowej rud żelaza w Krzywym Rogu

Krzyworoskie Zagłębie Rud Żelaza (ukr. Криворі́зький залізору́дний басе́йн) – strefa złożowa rud żelaza leżąca we wschodniej Ukrainie, w większości na terenie obwodu dniepropetrowskiego, z głównym centrum w rejonie miasta Krzywy Róg.
Złoża rud występują w siedmiu poziomach w obrębie paleoproterozoicznej serii krzyworoskiej utworzonej z silnie sfałdowanych skal metamorficznych tworzących synklinę. Krzyworoskie Zagłębie Rud Żelaza należy do najzasobniejszych w rudy żelaza zagłębi na Ziemi. Strefa złożowa ma przebieg południkowy, około 100 km długości i do 6–7 km szerokości, a rudę wydobywa się od partii przypowierzchniowych, aż do głębokości 350 m. Wydobycie prowadzone jest zarówno metodą odkrywkową, jak i kopalniami głębinowymi. Tutejsze złoże należy do kategorii złóż zmetamorfizowanych. Wyróżnia się w zagłębiu rudy bogate o zawartości żelaza około 65% (zasoby ok. 2 mld ton) i rudy ubogie o zawartości żelaza 25–45% i zasobach obliczanych na 19 mld ton. Rudy ubogie wiążą się z przeobrażonymi skałami morskimi i występują w kompleksach laminowanych kwarcytów żelazistych (Gabzdyl określa je jako jaspility żelaziste) o rozciągłości bocznej rzędu kilkudziesięciu kilometrów, a miąższości kilkuset metrów. Głównymi minerałami rudnymi są w nich hematyt, martyt i magnetyt. Rudy bogate są pochodzenia hydrotermalnego, mają znacznie mniejsze rozprzestrzenienie i ciągłość i wiążą się ze strefami tektonicznymi, gdzie występują jako soczewy i pokłady. Minerały rudne są tutaj analogiczne, jak w rudach ubogich.
Eksploatację rozpoczęto w roku 1881. W 1940 roku pozyskano 19 mln, a w 1959 – ponad 47 mln ton rud. Eksploatacja miejscowych rud stała się podstawą rozwoju hutnictwa żelaznego Ukrainy oraz południowej Rosji, a zwłaszcza rozwoju miasta Krzywy Róg, gdzie powstał nie tylko przemysł hutniczy, ale i maszynowy. W okresie PRL rudy krzyworoskie były jednym z głównych surowców, na których opierała się działalność hut żelaza w Polsce.